# Schauinsland
Der Schauinsland im Schwarzwald ist der 1283,9 m ü. NHN hohe Hausberg von Freiburg im Breisgau und ein Ausflugsziel. Früher hieß er wegen des Silberbergbaus „Erzkasten“; der Name „Schouwesland“ taucht 1347 erstmals auf. Er liegt rund zehn Kilometer südöstlich der Freiburger Stadtmitte.

## Geographie
Der Gipfel des Schauinslandes liegt auf Freiburger Gemarkung. Direkt südlich schließt sich die Gemeinde Oberried an, im Westen die Gemeinden Münstertal/Schwarzwald, Bollschweil und Horben (im Uhrzeigersinn).
Besonders bei Inversionswetterlagen im Herbst bietet der Schauinsland hervorragende Aussichten „über den Wolken“ bis zu den Vogesen, zur Hornisgrinde und in die Alpen: Tödi, Titlis, Eiger, Jungfrau, Weißhorn, Bietschhorn, Grand Combin, Mont Blanc. Anders als vom nahegelegenen Feldberg ist die Schwäbische Alb allerdings nicht sichtbar; dafür ist ein Blick hinunter nach Freiburg im Breisgau möglich.

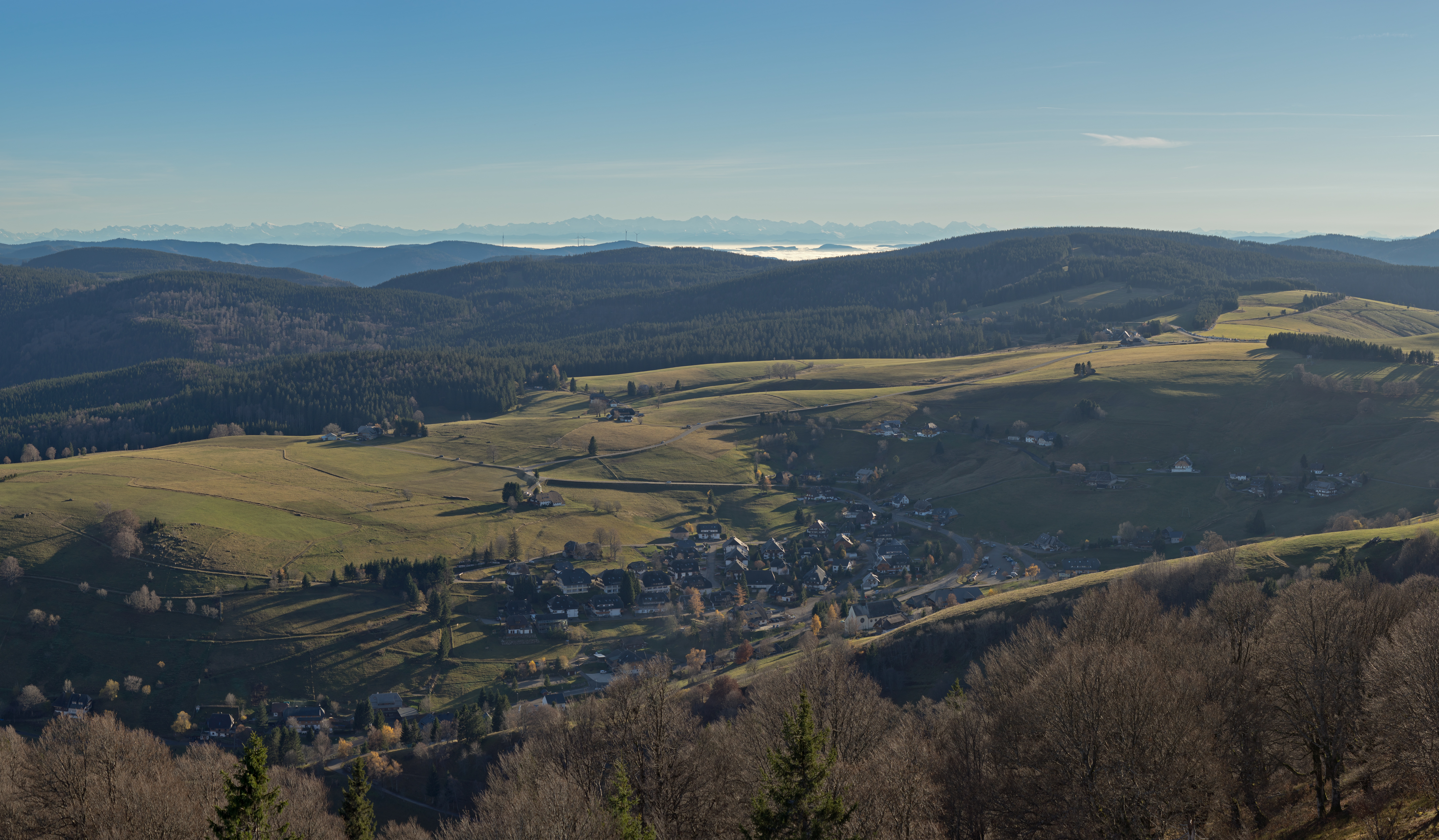
Blick vom Schauinsland über Hofsgrund in die Schweizer Alpen

## Geschichte

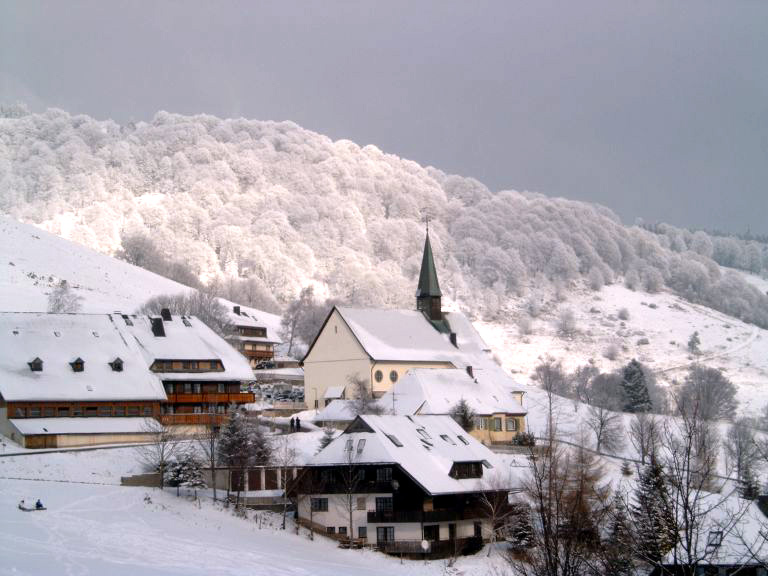
Hofsgrund am Schauinsland Januar 2004

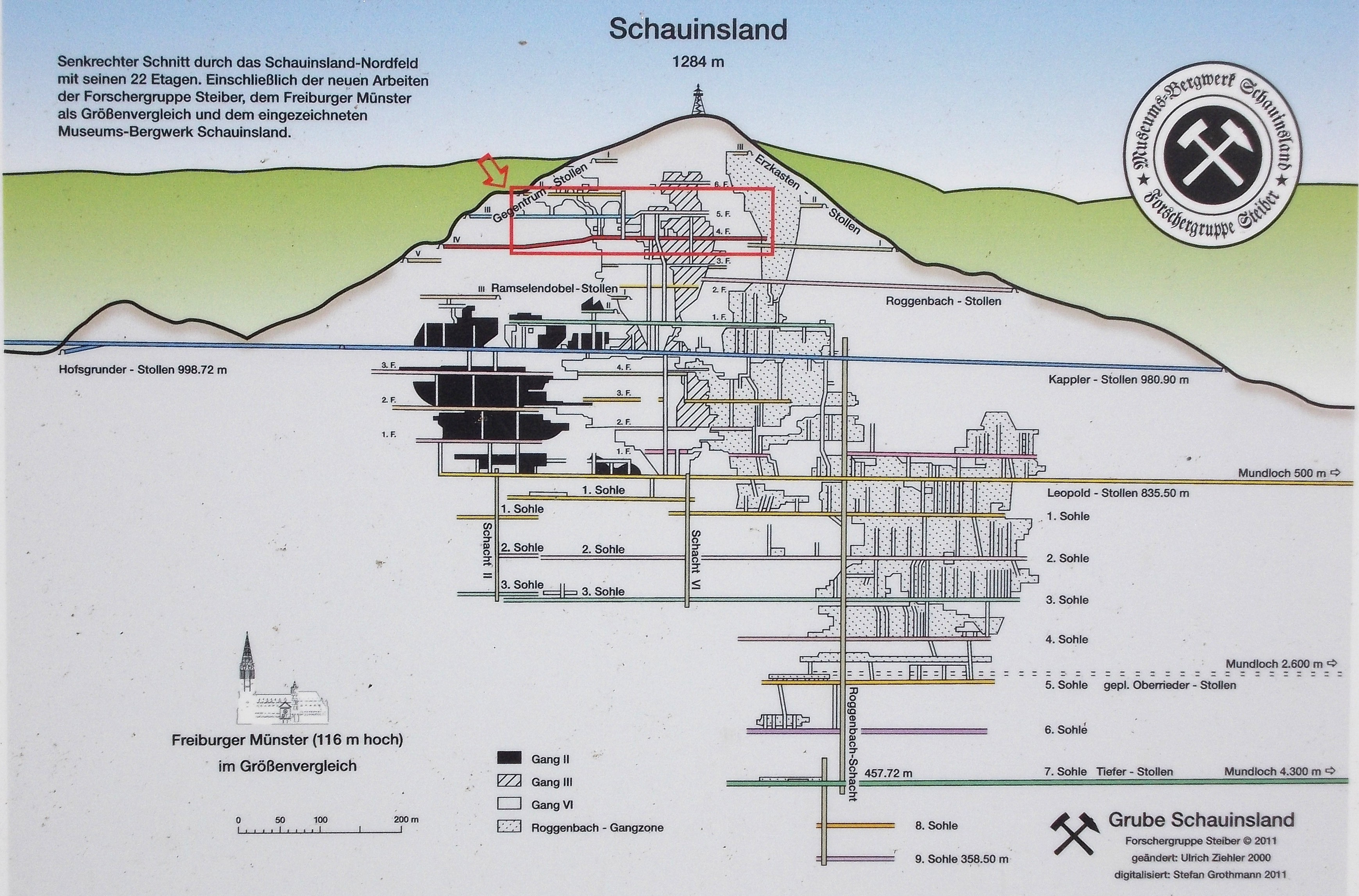
Infotafel mit einem Schnitt durch das Museumsbergwerk

### Bergbau
Im Schauinsland wurde über 700 Jahre Silber, Blei und Zink abgebaut. Der Bergbau war im Mittelalter sehr ertragreich, so dass im 14. Jahrhundert einige Unternehmer der Grube Dieselmuot Glasfenster für das Freiburger Münster stifteten. Die Bergleute lebten direkt neben den Bergwerken in zwei Siedlungen auf dem Schauinsland, die im Laufe des 16. Jahrhunderts aufgegeben wurden. Das gewonnene Silber wurde von Freiburg aus gehandelt oder in der Stadt zu Münzen geprägt.
Die Grubenbaue des Bergwerkes erreichen eine Länge von insgesamt rund 100 Kilometern, verteilt auf 22 Sohlen. Anfang des 20. Jahrhunderts waren rund 250 Bergleute hier beschäftigt. Erst 1954 wurde der Bergbau wegen Unwirtschaftlichkeit eingestellt.

#### Kapplerstollen
Der Kapplerstollen verband gegen Ende des 19. Jahrhunderts die beiden Dörfer Kappel und Hofsgrund. Er wird auch Hebammenstollen genannt, da ihn die Hebammen  und auch die Kappler Kinder als Abkürzung nach Hofsgrund verwenden konnten.

#### Nachnutzung
Seit 1975 wird ein Teil des Bergwerks, der umgebaute Barbarastollen, vom Bundesamt für Bevölkerungsschutz und Katastrophenhilfe als Aufbewahrungsort für die auf Filmrollen kopierten Archivalien der Bundesrepublik genutzt. Der Stollen ist das größte Archiv zur Langzeitarchivierung in Europa.

#### Museumsbergwerk
Von der 1976 gegründeten Forschergruppe Steiber wurden mehrere alte Grubenbaue freigeräumt und vermessen. Seit 1997 ist ein Teil der alten Erzgrube als Museumsbergwerk für die Öffentlichkeit zugänglich. Im Rahmen von Führungen wird den Besuchern ein breites Spektrum von mittelalterlichen Stollen bis hin zu Abbauen und Strecken aus der letzten Betriebsphase gezeigt.

### Schauinsland-Rennen
Von 1923 bis 1984 wurde auf der Schauinslandstraße das ADAC-Schauinsland-Rennen, ein legendäres Bergrennen, ausgetragen. Diese zwölf Kilometer lange, serpentinenreiche Strecke führt auf öffentlichen Straßen von Horben über die Holzschlägermatte bis zur Bergstation der Schauinslandbahn, seit dem Jahr 2001 allerdings nur noch als Gleichmäßigkeitsfahrt für Oldtimer.
Seit 1984 ist die Schauinslandstraße vom 1. April bis 1. November an Wochenenden und Feiertagen für Motorräder gesperrt.

### Schauinslandkönig
Seit 2007 wird auf der L-124-„Rennstrecke“ zwischen der Abzweigung Horben und der Bergstation Schauinsland ein großes Bergzeitfahren mit jährlich über 1000 Teilnehmern in verschiedenen Wettbewerben (Einzelzeitfahren, Fahrrad mit Kinderanhänger, Handbike, Inlines, Klapprad, Liegerad/Spezialrad, Skiroller, Tandem, Tretroller und Unicycle/Einrad) ausgetragen, der sogenannte „Schauinslandkönig“ über 11,5 Kilometer und 770 Höhenmeter.
Schauinslandkönig – Ergebnisse im Einzelzeitfahren M/W
- 2007: Pia Sundstedt (FIN, 37:15 min) und Florian Link (29:37 min)
- 2008: Martina Höllige (36:45 min) und Florian Link (29:14 min)
- 2009: Simone Schwarz (37:30 min) und Florian Link (29:04 min)
- 2010: Annika Grüber (37:13 min) und Sascha Ritschard (CH, 31:36 min)
- 2011: Sabine Kratt (38:00 min) und Florian Link (30:06 min)
- 2012: Martina Höllige (36:48 min) und Frederik Nagel (30:14 min)
- 2013: Martina Höllige (38:07 min) und Frederik Nagel (30:51 min)
- 2014: Ann-Katrin Hellstern (37:04 min) und Christoph Fuhrbach (30:35 min)
- 2015: Keine Austragung
- 2016: Keine Austragung
- 2017: Janine Meyer (36:01 min) und Andreas Schweizer (CH, 29:00 min)
- 2018: Andrea Erdmeier (37:01 min) und Simon Combes (F, 30:39 min)
- 2019: Katharina Fox (40:38 min) und David Breinlinger (30:55 min)
- 2020: Hannah Fandel (35:40 min) und David Breinlinger (28:41 min)
- 2021: Hannah Fandel (36:32 min) und David Breinlinger (29:41 min)
- 2022: Annika Schwald (38:44 min) und Marc Mäding (29:51 min)

 Die Schauinslandkönig-Streckenrekorde
- Damen: Hannah Fandel (Team Stuttgart): 35:40 min (aufgestellt am 13. September 2020)
- Herren: David Breinlinger (SV Nikar Heidelberg): 28:41 min (aufgestellt am 13. September 2020)

### Deutschland Tour
Die 3. Etappe der Deutschland Tour 2022 führte von Freiburg über den Kaiserstuhl und das Markgräflerland bis zum Schauinsland. Der Schlussanstieg wurde von Wittnau und Horben aus angefahren.

### Windräder
Seit Oktober 2024 steht eine Windkraftanlage mit einer Nabenhöhe von 160 m auf der Holzschlägermatte am Schauinsland. Zuvor bestanden dort seit 2003 zwei anfangs umstrittene Windkraftanlagen mit einer Nabenhöhe von 90 m. Die Leistung der neuen Anlage ist doppelt so hoch wie der beiden vorherigen zusammengenommen.
Da der Gipfel des Schauinsland in einem Naturschutzgebiet liegt, konnte die Anlage nicht dort, sondern musste weiter unten auf etwa 1000 m ü. NHN errichtet werden, so dass die Sicht vom und zum Gipfel kaum eingeschränkt wird. Anfang 2003 erteilten die Stadt Freiburg unter Oberbürgermeister Dieter Salomon und das Regierungspräsidium unter dem damaligen Leiter Sven von Ungern-Sternberg die Baugenehmigung. Einige Wochen nach Baubeginn erklärte das Regierungspräsidium, die Ausweisung der Holzschlägermatte als Standort für Windkraftanlagen sei nicht mit der Naturschutzverordnung zu vereinbaren; im August wies das Wirtschaftsministerium unter Walter Döring das Regierungspräsidium an, die Baugenehmigung aufzuheben. Dennoch wurden die Windräder im September 2003 eingeweiht. Der Rechtsstreit zwischen der Betreiberfirma und den Behörden zog sich noch jahrelang hin. Dabei erstellte der Freiburger Künstler Richard Schindler ein Sachverständigen-Gutachten, das als erstes seiner Art gilt. Allgemein wurde der Streit als „Privatkrieg des damaligen CDU-Ministerpräsidenten Erwin Teufel gegen die Windkraft und das grüne Freiburg“ gewertet. 2006 wurde in einem Vergleich vereinbart, die Anlage bis 2024 zu betreiben und dann abzubauen. Im Juni 2017 meldete das Regierungspräsidium, dass nun vier Bereiche am Schauinsland für Windkraftanlagen ausgewiesen wurden, darunter die Holzschlägermatte. Inzwischen ist der Bestand dieser Windräder gesichert.
Seit Mai 2025 sind zusätzlich am Taubenkopf zwei weitere Windkraftanlagen des Typs Enercon E-160 EPS E2 mit einer Nabenhöhe von 166 m in Betrieb.

### Berghaus

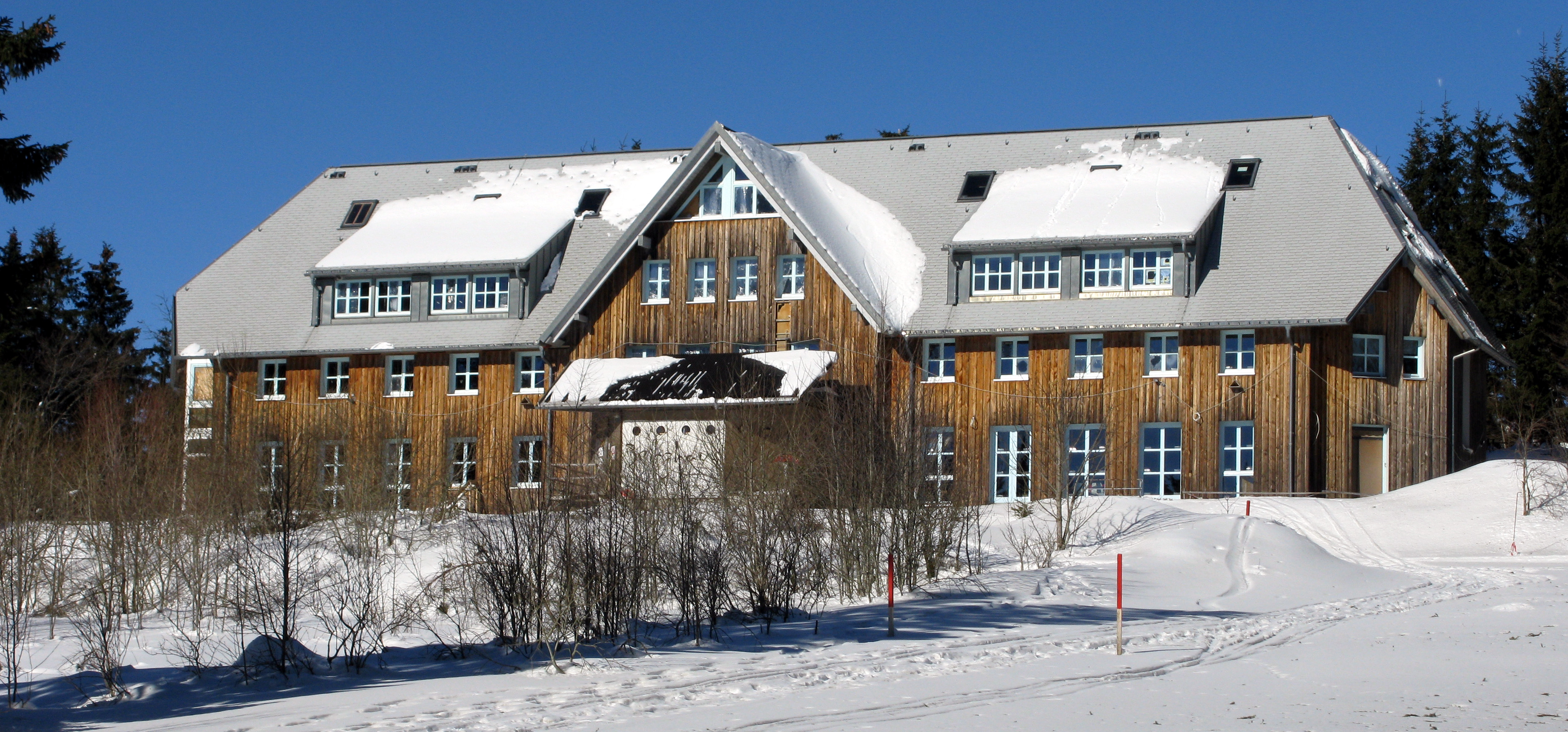
Berghaus am Schauinsland

Das 1936 auf der Gemarkung Münstertal errichtete Hotel Burggraf (26 Zimmer/74 Betten) wurde nach Kriegsende bis 1952 von der französischen Kommandantur genutzt. 1958 wurde es zu einer Kindererholungsstätte, aus der später das Schullandheim der Stadt Pforzheim hervorgehen sollte. Die Stadt Freiburg nutzte das Gebäude ab 1989 als Wohnheim für Flüchtlinge, bevor es 1992 als Studentenwohnheim diente. Der Umbau zu einer Rehaklinik mit 48 Betten durch einen Arzt der Groddeck-Klinik scheiterte wegen geänderter Gesundheitsgesetze und dadurch fehlender Kredite und führte zur Insolvenz der Georg-Groddeck-Klinik GmbH gegen Ende des Jahres 2000.
Der Rohbau stand ab 2001 leer und wurde durch Vandalismus im Bereich der neuen Türen und Fenster beschädigt.
2011 erwarben drei Freiburger Ehepaare das Berghaus und wollten es bis Frühjahr 2015 zu einem Seminar- und Erholungshaus umbauen lassen. Hierbei wurden sie durch Mitglieder des Vereins Service Civil International unterstützt. Das Projekt fand jedoch nicht genügend Beteiligung. Das Haus sollte nun wieder verkauft werden. 2018 wurde mit dem Umbau zu einer Ferienwohnungsanlage begonnen, die im Dezember 2020 fertig wurde, aber aufgrund der Covid-19-Pandemie konnte es erst im Sommer 2021 eröffnet werden. Das öffentliche Restaurant ist Donnerstag bis Sonntag geöffnet.

### Berghotel

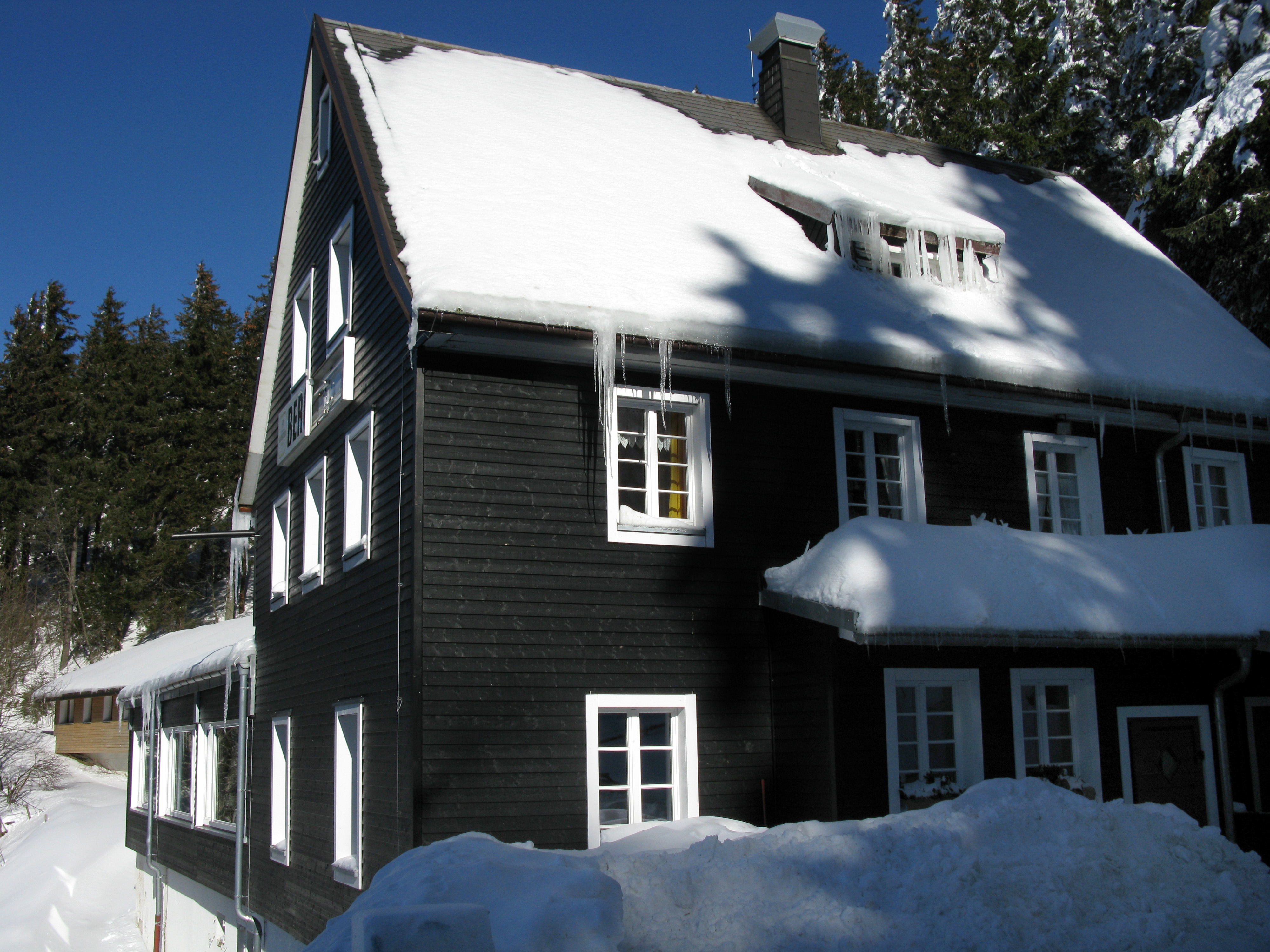
Berghotel am Schauinsland

1869 erstellte und betrieb der Inspizient des Freiburger Stadttheaters westlich unterhalb des Gipfels eine Wanderhütte. Daraus entstand in wechselvoller Geschichte das „Gasthaus zur Friedrichsruhe“ bzw. Rasthaus Schauinsland. Nach einem Brand erhielt 1926 das Haus seine heutige Form. Von 1936 bis 1982 bewirtschaftete Heinrich Sauerer mit seiner Familie das Berghotel. Anschließend betrieb die Arbeiterwohlfahrt 13 Jahre das Haus als Erholungs- und Tagungsheim. Seit 2006 kann das 50-Betten-Haus komplett gemietet werden. Das Haus dient einem Motorrad-Kriminalroman als Schauplatz.

## Schutzgebiete
Der Gipfelbereich und die Höhenlage des Schauinslands ist mit Verordnung vom 12. Dezember 2002 durch das Regierungspräsidium Freiburg als Naturschutzgebiet Schauinsland (NSG-Nummer 3.264) im Naturraum Hochschwarzwald ausgewiesen worden. Es hat eine Fläche von knapp 1.054 Hektar (ha), wobei auf das Stadtgebiet Freiburg im Breisgau 329,7 ha und auf den Landkreis Breisgau-Hochschwarzwald 724,2 ha entfallen. Es ist in die IUCN-Kategorie IV eingeordnet. Der CDDA-Code lautet 319058.
Ergänzt wird das Naturschutzgebiet durch ein ebenfalls mit der Verordnung vom 12. Dezember 2002 ausgewiesenes gleichnamiges Landschaftsschutzgebiet. Es umschließt das Naturschutzgebiet und umfasst den Freiburger Bergwald an den Nordwesthängen des Schauinslandes, das Kappler Tal mit Kleinem Tal und Großem Tal auf Gemarkung Kappel, die Landschaft südwestlich der Brugga und westlich der L 126 zwischen Kirchzarten-Bruckmühle und der Hohen Brücke bei St. Wilhelm, die Landschaft südwestlich des Trubelsmattkopfes bis zum Wiedener Eck und östlich des Stampfbachtales von Oberneuhof bis Spielweg auf Gemarkung Obermünstertal sowie die Weiden bei den Kohlerhöfen auf Gemarkung Ehrenstetten. Das Landschaftsschutzgebiet ist insgesamt 5.484 Hektar groß, davon entfallen unter der Schutzgebietsnummer 3.11.008 auf den Stadtkreis Freiburg 1.741 Hektar und unter der Schutzgebietsnummer 3.15.032 auf den Landkreis Breisgau-Hochschwarzwald 3.743 Hektar.

### Bergwaldprojekt
Seit 2001 arbeitet das Bergwaldprojekt mit Freiwilligen im Revier des Freiburger Forstamts bei der Waldpflege. Durch Pflegeeingriffe im Wald werden die Lebensbedingungen für Auerhuhn und Haselhuhn verbessert. Weitere Arbeiten sind Maßnahmen zur Besucherlenkung und Landschaftspflege am Gipfel.

## Sehenswürdigkeiten

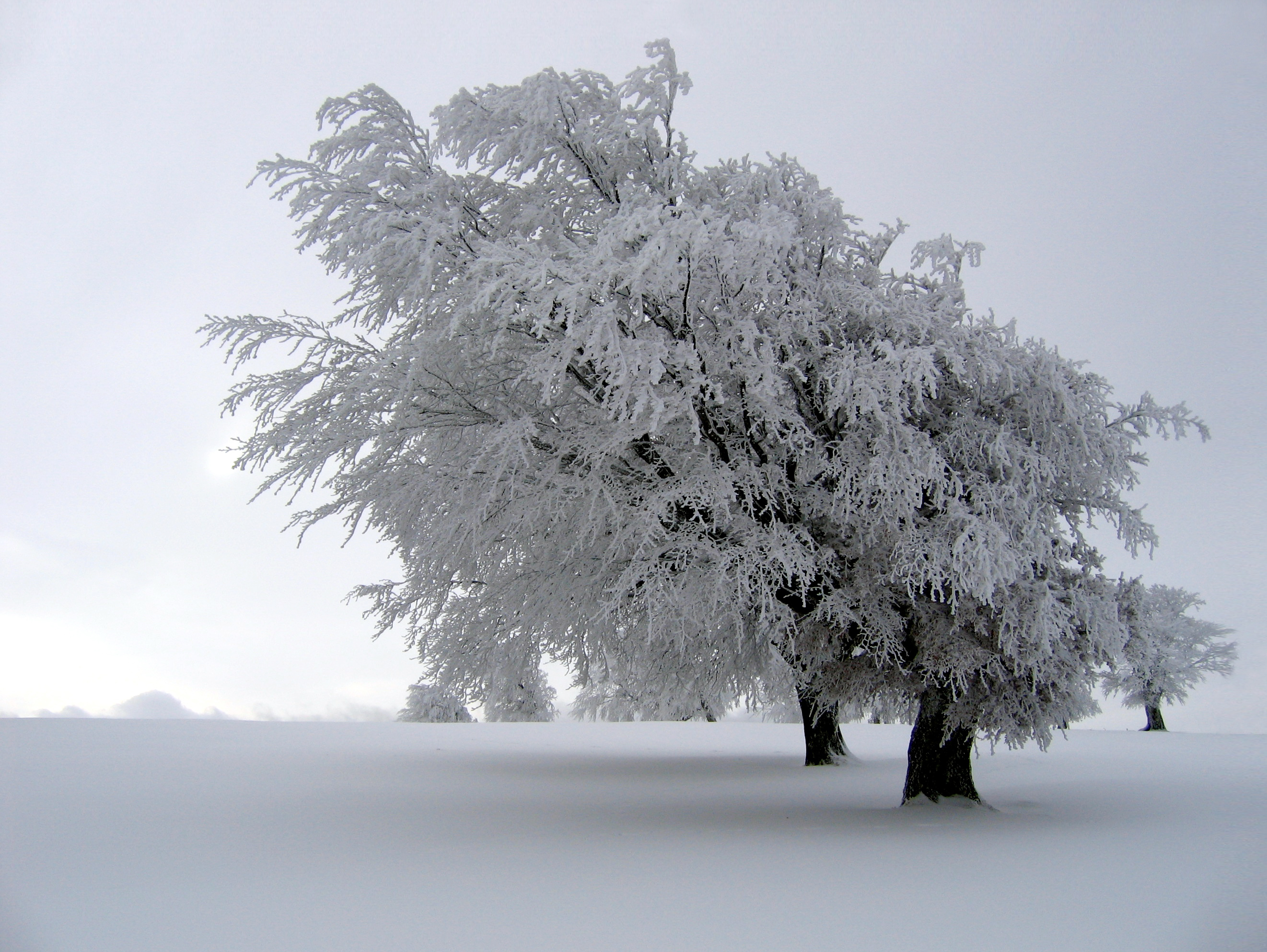
Windbuchen auf dem Schauinsland

### Fallerhäusle
Das Fallerhäusle ist ein etwa einen Kilometer unterhalb des Besucherbergwerkseingangs gelegenes Bergmannshaus. Es handelt sich um eine verkleinerte Form des Schauinslandhauses. Um dieses Bergmannshäuschen gab es Mitte des 18. Jahrhunderts große Zwistigkeiten zwischen den Hofsgrunder Bauern und den Bergherren. Die Bergherren hatten aus Tirol Bergfachleute herangeholt, jedoch nicht für Wohnmöglichkeiten gesorgt. Aus dieser Not heraus wurde den Tirolern erlaubt, ihre Häuschen auf den Halden und Gruben zu bauen.

### Windbuchen
Aufgrund der exponierten Lage an der Rheinebene, aus der sich der Schauinsland unmittelbar erhebt, herrscht dort viel und teilweise heftiger Wind, überwiegend aus westlichen Richtungen. Dieser hat im Lauf der Jahrzehnte zu zum Teil bizarren Formen (Windflüchter) der dort stehenden Rotbuchen geführt.

### Schniederlihof

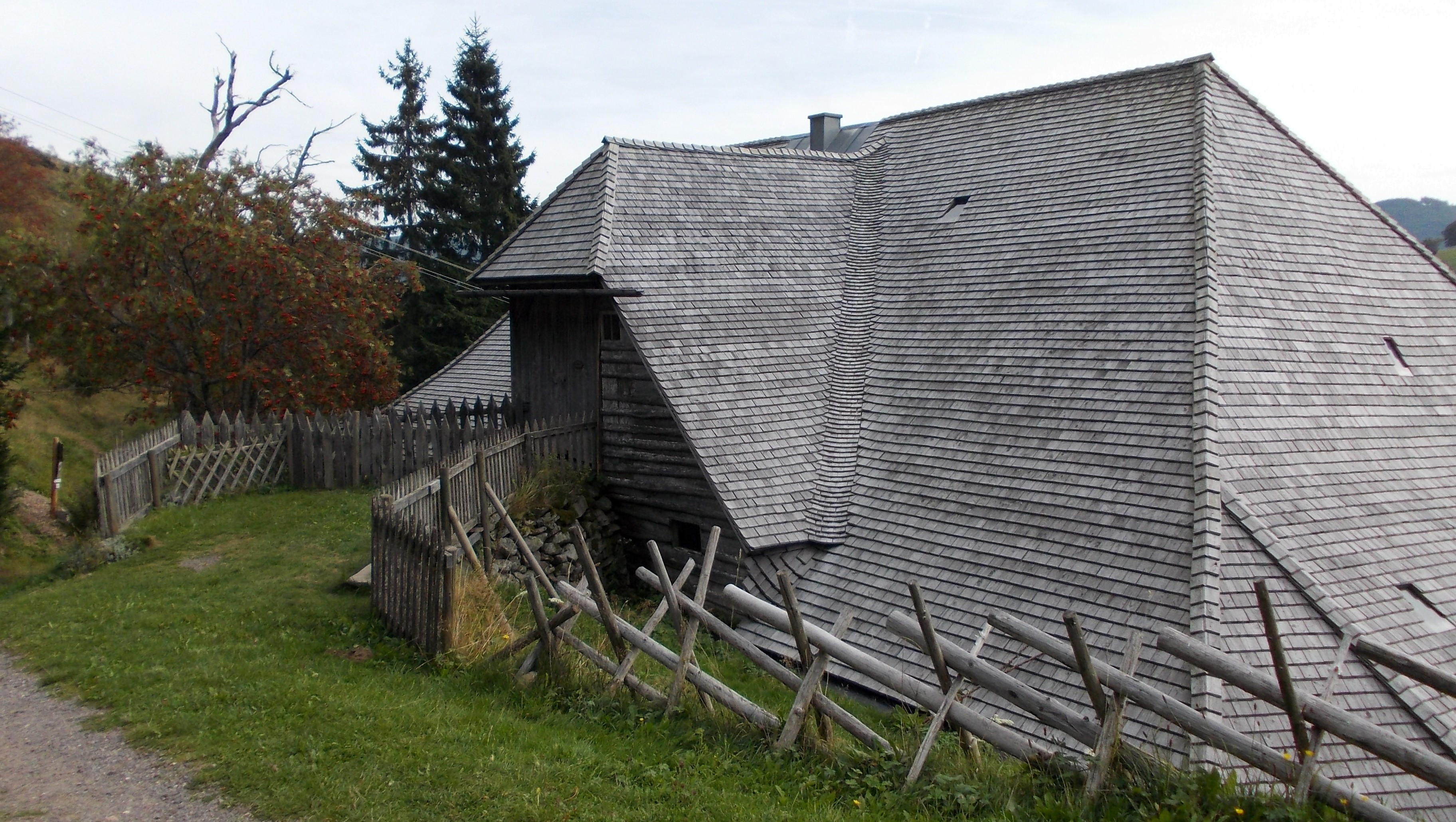
Bauernhofmuseum „Schniederlihof“ – obere Einfahrt für Fuhrwerke und Zaun ohne Vernagelung

Oberhalb von Hofsgrund, auf 1050 m ü. NHN etwa mittig zwischen dem Hofsgrunder Ortskern und dem Schauinslandgipfel, liegt der 1593 erbaute Schniederlihof, ein Schwarzwaldhof, einer der ältesten erhaltenen Schwarzwaldhöfe. Der Hof wurde von Wolf Schneller – einem Gemeinderichter – auf seinem „ausgesteckten Kohlplatz“ am Etzschelbacher Berg, dem heutigen Gegendrum, als Wohnhaus errichtet. Er schuldete der vorderösterreichischen Regierung jährlich 10 Schilling. Aufgrund der klimatischen Verhältnisse konnte es auf dem Hofsgrund keinen Ackerbau geben. Die Viehwirtschaft reichte auf den steilen Hängen des Schauinsland für nicht viel mehr als die Selbstversorgung. Wolf Schneller starb im Jahre 1632.
Seinen Namen erhielt der Schniederlihof von Trudpert Schneider, dem Hofbesitzer im Jahre 1807. Schnieder ist die alemannische Form von Schneider; das Suffix -li deutet auf kleinen Wuchs des Namensgebers. Der Schniederlihof wurde bis zum Jahre 1966 in alter Tradition bewirtschaftet, ohne Strom und ohne modernes Heizsystem, nur mit einem Feldweg als Zufahrtsmöglichkeit. Im Winter diente der hohe Schnee als Isolation. Die einzige Wärmequelle war der Herd in der Küche, dessen Rauch durch das ganze Gebäude zog und es damit sowohl wärmte als auch konservierte. Die Holzkonstruktion ist von Rauch geschwärzt. So wurden im Haus Schinken, Speck und Wurst geräuchert. Unter dem Dach befindet sich eine eigene Wasserquelle. Letzter Hofbesitzer war Waldfried Lorenz, ein Bruder des Dobelbauern Otto Lorenz, der unvermittelt und kinderlos starb. Das Haus wurde, nachdem die Gemeinde Hofsgrund es von der Erbengemeinschaft gekauft hatte, im Jahre 1972 in Zusammenarbeit mit dem Denkmalamt Heimatmuseum. Das Bauernhausmuseum kann von Mai bis Oktober während einer Führung besichtigt werden und zeigt, wie das damalige Leben der Bergbauern im Schauinsland aussah. 
Der Schniederlihof gehört zum Haustyp des „Schauinslandhauses“ und zeigt, wie der Hausbau im Schwarzwald der Landschaft angepasst wurde. So waren die Häuser kleiner und waren eng an den Hang geschmiegt. Die Eingänge für Mensch und Tier befanden sich auf der Schönwetterseite im Osten. Die Wohn-, Vieh- und Wirtschaftsräume waren von einem großen Walmdach bedeckt.

### Schauinslandbahn

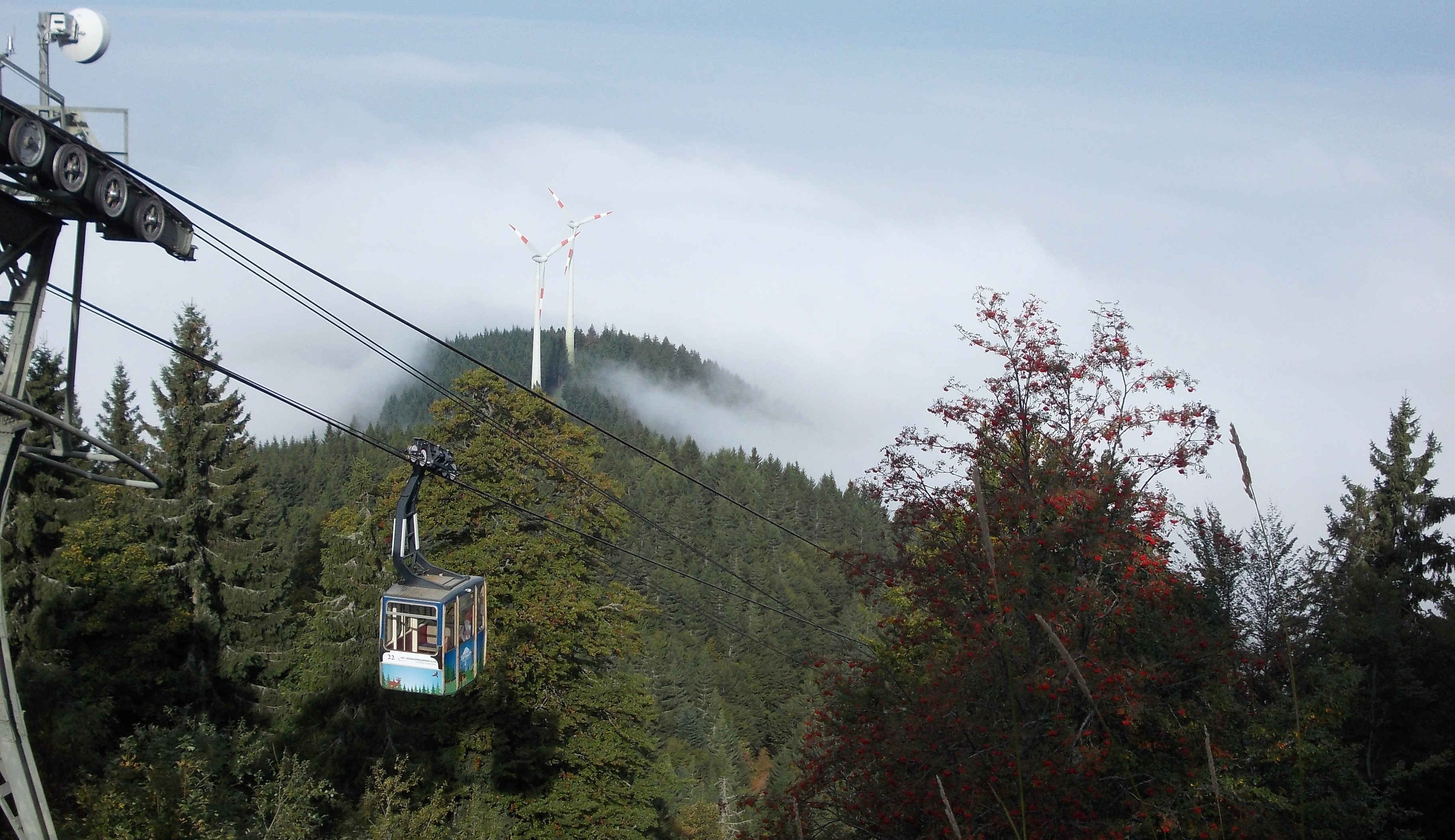
Schauinslandbahn

Von Freiburg (Talstation Horben) aus ist der Schauinsland mit Deutschlands längster Kabinen-Umlauf-Seilbahn zu erreichen. Die sogenannte Schauinslandbahn überwindet dabei auf einer Länge von 3600 Metern einen Höhenunterschied von 746 Metern. Die 37 schaffnerlosen Kabinen können bis zu 700 Menschen pro Stunde transportieren, pro Jahr sind es etwa 240.000 Fahrgäste. Die Schauinslandbahn wurde 1930 als erste Personenseilbahn der Welt nach dem Umlaufprinzip in Betrieb genommen.
In der Schauinslandbahn können unter anderem Fahrräder oder Skier mitgenommen werden. Für Skifahrer beginnt 300 Meter nach dem Parkplatz Rotlache unterhalb der Bergstation die "Kaltwasserabfahrt", eine so genannte „wilde Abfahrt“, die reichlich Schnee voraussetzt. Sie ist ungespurt und kann auf eigenes Risiko über acht Kilometer zurück zur Talstation der Schauinslandbahn gefahren werden. Sie zählt damit zu den längsten Abfahrten des Schwarzwaldes.

### Engländerdenkmal

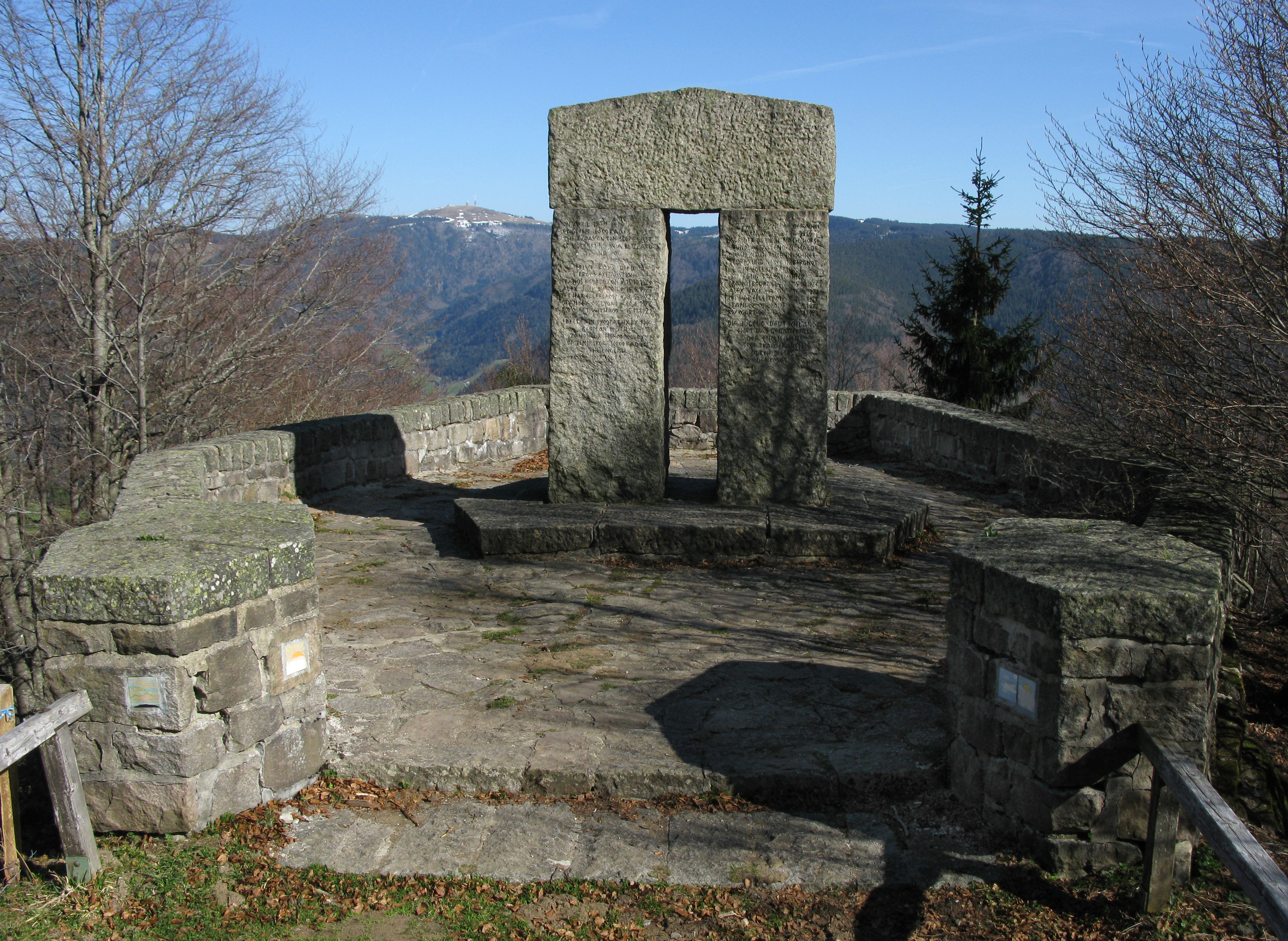
Engländerdenkmal

Das Denkmal wurde 1938 zum Gedenken an das Engländerunglück, bei dem am 17. April 1936 fünf Schüler einer Londoner Jungenschule im Schneesturm bei einer Wanderung über den Schauinsland nach Todtnauberg ums Leben kamen, nach Plänen des Architekten Hermann Alker aus Karlsruhe errichtet. Obwohl Wintereinbruch, Sturm und Schneefall vorhergesagt wurden und keine einheimische Person unter solchen Umständen eine Bergwanderung unternommen hätte, ignorierte der Lehrer alle Warnungen und führte die 27-köpfige Wandergruppe mit einigen zeitraubenden Umwegen ins Kappler Tal und von dort durch tiefen Neuschnee auf den Schauinsland-Ostkamm, den sie mit allerletzter Kraft gegen Sonnenuntergang erreichten. Durch den starken Schneesturm und den dichten Nebel verlor die Gruppe die Orientierung. Durch das Glockenläuten der Kirche in Hofsgrund geleitet, trafen die ersten Schüler gegen 20 Uhr dort ein. Eine nächtliche Rettungsaktion brachte die meisten der über den Südhang des Berges verstreuten Schüler in Sicherheit, allerdings starben fünf der Jungen an Erschöpfung.
Die Nazi-Diktatur erkannte im Tod der fünf Schüler eine einzigartige Chance und nutzte sie in einer großen Kampagne für Propagandazwecke und deutete das Unglück zur Heldentat um: „Sie fielen im Kampf für Frieden und Völkerverständigung“, in dem fünf tapfere „Bergkameraden“ in treuer Pflichterfüllung ihr Leben geopfert hatten. Gestellte Pressefotos, auf denen die Hitler-Jugend an den Särgen der „Gefallenen“ Ehrenwache hielt, erschienen auf den Titelseiten aller großen englischen Zeitungen. Der Höhepunkt der Kampagne war das Denkmal, das 1938 gegen den Willen der einheimischen Bevölkerung, die eine schlichte Gedenktafel vorgezogen hätte, von der Berliner Leitung der Hitler-Jugend errichtet wurde. Die beiden Pfeiler tragen die Namen der toten Schüler, das obere, verbindende Joch zeigte ursprünglich Reichsadler und Hakenkreuz. Durch die politische Lage kam es nicht mehr zur geplanten Einweihung mit hohen englischen Gästen am 12. Oktober 1938. Dem Lehrer, der die Wandergruppe in die Gefahr geführt hatte, kam die politische Entwicklung sehr gelegen, da seine Mitschuld am Geschehen nun nicht weiter verfolgt wurde. Die Freiburger Staatsanwaltschaft stellte die Ermittlungen ein und der Lehrer blieb weiterhin im Schuldienst tätig. Nach dem Zweiten Weltkrieg wurde die Inschrift Die Jugend Adolf Hitlers durch Die Jugend Deutschlands ersetzt sowie die Nazi-Symbole Reichsadler und Hakenkreuz von der Stirnseite entfernt.
Es hält sich bis heute das Gerücht, Freiburg sei lange Zeit vor Bombenangriffen der Alliierten verschont geblieben, da sich die Freiburger mit viel Hilfsbereitschaft und Anteilnahme für die Hinterbliebenen der verunglückten Engländer einsetzten.

### Schauinslandturm

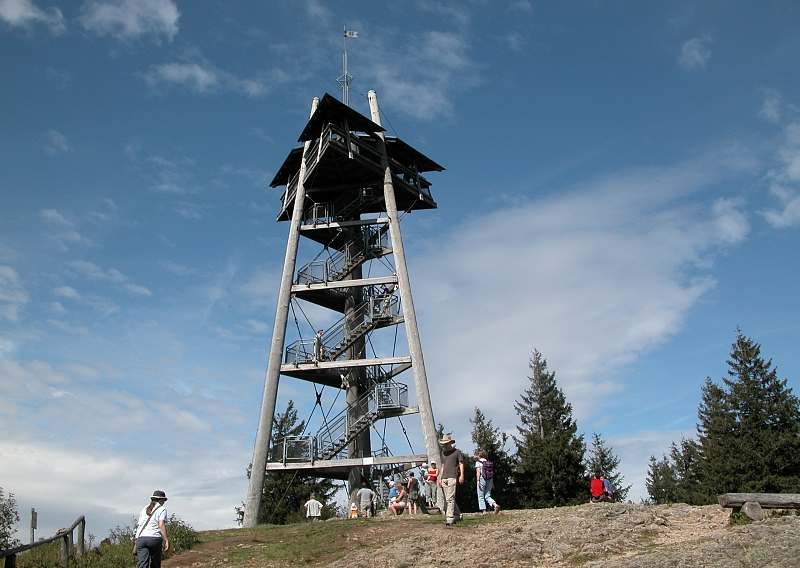
Eugen-Keidel-Turm

Der nach dem ehemaligen Freiburger Oberbürgermeister Eugen Keidel benannte und 1980 errichtete Aussichtsturm auf dem Schauinslandgipfel ist Ausgangspunkt für viele Wanderziele der Bergregion. Von seiner Aussichtsplattform in etwa 20 m Höhe ist auch der Mont Blanc in 244 km Entfernung sichtbar. Nach einer Sperrung zur Durchführung von Sanierungsarbeiten im Jahre 2022 ist der Aussichtsturm seit April 2025 wieder begehbar.

## Observatorien

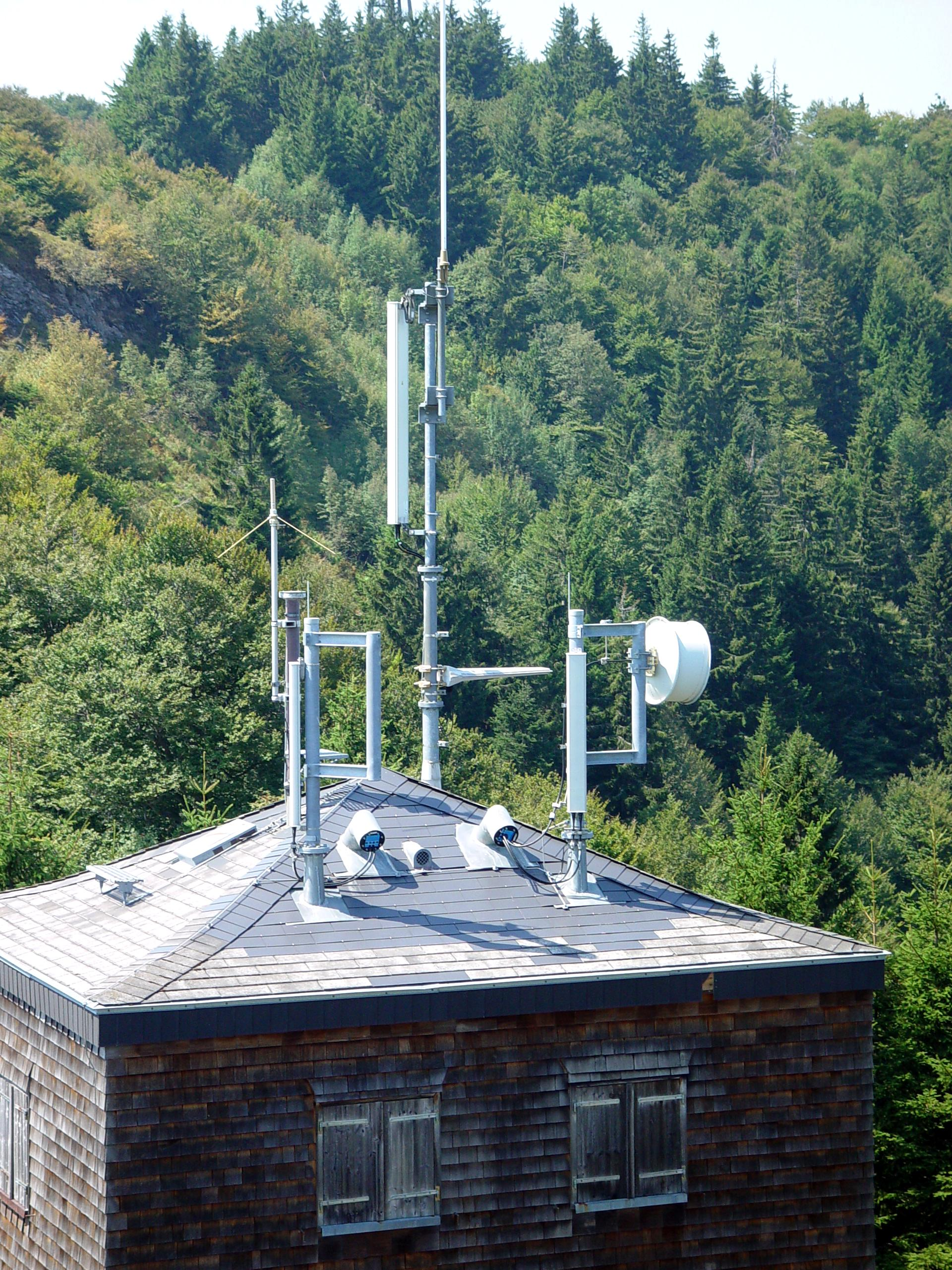
Observatorium auf dem Schauinsland

Auf dem Schauinsland befindet sich ein vom Kiepenheuer-Institut für Sonnenphysik betriebenes Sonnenobservatorium, das heute nur noch Lehrzwecken und der Öffentlichkeitsarbeit dient. Die aktuellen Forschungen werden unter anderem im Observatorio del Teide auf Teneriffa durchgeführt. Das Observatorium kann jedes Jahr zwischen Mai und September an fünf Tagen der offenen Tür, die jeweils am Jahresbeginn festgelegt werden, ohne Anmeldung besucht werden. Dann finden zwischen 11 und 15 Uhr Führungen statt. Das Observatorium wurde 1943 von der Luftwaffe des Dritten Reiches gegründet, um durch Beobachtung der Sonnenaktivität eine möglichst genaue Vorhersage der optimalen Frequenzen für den militärischen Funkverkehr zu ermöglichen. Von 1943 bis 1975 wurde es von Karl-Otto Kiepenheuer geleitet.
Weiterhin befindet sich auf dem Schauinsland eine Luftmessstation des Umweltbundesamtes und des Bundesamtes für Strahlenschutz. Hier werden im Rahmen des European Monitoring and Evaluation Program (EMEP) die Konzentrationen von Luftschadstoffen gemessen sowie im Rahmen von GAW klimarelevante Gase und Radionuklide in der Atmosphäre erfasst. Das Gebäude wurde 1943 zusammen mit dem Sonnenobservatorium errichtet und diente der Beobachtung der Güte der Ionosphäre für die Zwecke des militärischen Funkverkehrs. Im Frühjahr 2020 teilte das Bundesumweltministerium mit, dass in zwei bis drei Jahren das bestehende marode Gebäude abgerissen und durch einen Neubau ersetzt würde. Die Kosten wurden mit vier Millionen Euro angegeben. Nach der Zugspitze ist dies die zweithöchste Luftmessstation in Deutschland. Die Arbeiten begannen im Mai 2022 und wurden 2024 abgeschlossen. Anfang 2025 wird das alte Gebäude abgerissen und die Arbeiten für das Messfeld und die Außenanlagen ausgeführt. Mitte 2025 soll das Umweltbundesamt in den Neubau einziehen.
Seit 1957 besteht auf dem Schauinsland eine Messstation zur langfristigen Überwachung der Atmosphäre auf künstliche und natürliche Radioaktivität. Sie wurde 1989 in das in diesem Jahre gegründete Bundesamt für Strahlenschutz integriert. Unter anderem werden dort Messeinrichtungen zur Spurenmessung der Radioaktivität in der Luft, des Ortsdosisleistungs-Messnetzes und zur Überwachung der Einhaltung des Kernwaffenteststoppabkommens betrieben.

## Freizeitnutzung
Der Schauinsland ist ein intensiv genutztes Naherholungsgebiet für Freiburg und die Region. Zu allen Jahreszeiten kann gewandert werden. Bei guter Schneelage ist Langlauf und Abfahrtslauf möglich. Gerodelt wird sowohl auf der Holzschlägermatte wie auch auf der Höhe, wo es einen Schlittenlift gibt. Für den Radverkehr besteht der Schauinslandradweg, der als Rundweg vom Gipfel über die Schauinslandstraße, Günterstal und die Wiehre nach Kirchzarten und Oberried führt. Radfahrer nutzen auch die Schauinslandbahn zum Aufstieg. Von Mai bis November ist eine einstündige Abfahrt mit einem gemieteten Roller möglich. Auch Gleitschirmflieger haben unterhalb der Bergstation einen Startplatz.

## Trivia
2018 berichtete die Badische Zeitung als Aprilscherz, der Schauinsland würde ab Mai für Wanderer zugunsten der Radfahrer gesperrt werden.